# Ambulyx nichancoi
Ambulyx nichancoi är en fjärilsart som beskrevs av Clark 1938. Ambulyx nichancoi ingår i släktet Ambulyx och familjen svärmare. Inga underarter finns listade i Catalogue of Life.